# Наниев, Арсен Викторович
Арсен Викторович Наниев (род. 5 июня 1998 года, с. Ногир) — российский тяжелоатлет, призёр чемпионатов России. Мастер спорта России.

## Биография
Тренируется под руководством Юрия Сорокина и Алана Наниева.
В 2020 и 2022 годах становился бронзовым призёром чемпионатов России в категории свыше 109 кг.
В июле 2024 года на национальном чемпионате в Новосибирске в категории свыше 109 кг Арсен завоевал серебряную медаль.
Член сборной России.

## Достижения
- Серебряный призёр чемпионата России (2024);
- Двукратный бронзовый призёр чемпионатов России (2020, 2022)

## Основные результаты
| Год  | Соревнования     | Место проведения | Весовая категория | Рывок, кг | Толчок, кг | Сумма, кг | Место |
| ---- | ---------------- | ---------------- | ----------------- | --------- | ---------- | --------- | ----- |
| 2020 | Чемпионат России | Грозный          | свыше 109 кг      | 168       | 203        | 371       | 3     |
| 2022 | Чемпионат России | Хабаровск        | свыше 109 кг      | 176       | 209        | 385       | 3     |
| 2024 | Чемпионат России | Новосибирск      | свыше 109 кг      | 195       | 221        | 416       | 2     |
| 2025 | Кубок России     | Екатеринбург     | Свыше 109 кг      | 188       | 216        | 404       | 🥇    |